# تاريخ المجر قبل الفتح الهنغاري

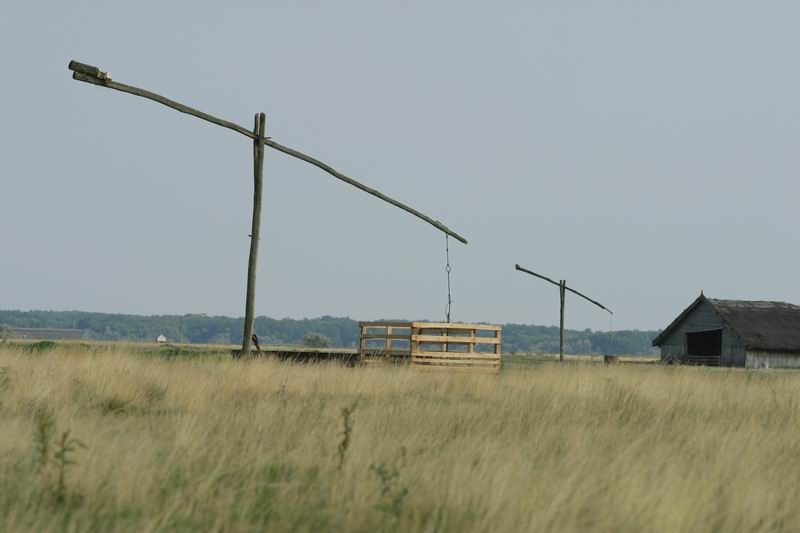

يجتاز تاريخ المجر قبل الفتح الهنغاري الحقبة الزمنية قبل الفتح الهنغاري (المجري) في القرن التاسع للمناطق التي سوف تصبح لاحقًا إمارة المجر ودولة المجر.
سكن البشر حوض الكاربات الخصب والدافئ نسبيًا منذ قرابة 500000 عامًا. تنتمي أول الآثار المعروفة لإنسان هايدلبيرغ، مع صعوبة أو عدم وجود دليل على وجود البشر قبل النياندرتال قرابة 100000 عامًا. وصل الإنسان الحديث تشريحيًا إلى حوض الكاربات قبل الميلاد بما يقارب 30000 عامًا وانتموا إلى المجموعة الأورينياسية. تبرز بعض المصادر أيضًا الثقافة المحلية للغاية، ثقافة السزيليتا، ولكن ذلك الإدعاء محل خلاف. جاء التطور في العصر الحجري القديم مماثلًا لبقية أوروبا، إذ يمكن إيجاد الآثار من الثقافة الأورينياسية والثقافة الكرافيتية (صائدو الماموث) التي لحقتها وصولًا إلى فرنسا وإسبانيا. اتسم بقية العصر الحجري بندرة أو عدم وجود دليل أثري معالَج، باستثناء ثقافة الفخار الخطي «حضارة شكل الحديقة» التي جاءت بالزراعة إلى حوض الكاربات.
خلال العصرين النحاسي والبرونزي، برزت ثلاث مجموعات وهي ثقافات البادين والماكو والأوتوماني. كان صناعة الأدوات المعدنية هي التطوير الرئيسي، ولكن حضارة البادين قدمت أيضًا حرق الموتى، كما ازدهرت التجارة الخارجية مع مناطق بعيدة مثل البلطيق أو إيران خلال فترات الماكو والأوتوماني.
تسببت التغيرات العاصفة خلال نهاية العصر البرونزي في نهاية السكان الأصليين، شهدت الحضارات المتقدمة نسبيًا وبداية العصر الحديدي هجرة جماعية من البدو الهنود-الأوروبيين الذين اعتُقد أن أصلهم ينحدر من إيران القديمة. ولكن مع مرور الوقت، جذب حوض الكاربات الهجرة من جميع الاتجاهات: كان السلتيون الهالستات من الغرب الأوائل والأكثر تأثيرًا قرابة عام 750 قبل الميلاد، بالإضافة إلى السيجيناي المثيرين للجدل قرابة عام 500 قبل الميلاد، وكذلك البانونيون، وهم قبيلة من إيليريين سُميت المقاطعة الرومانية المستقبلية نسبةً إليهم، بينما بقي الشرق الأقصى محتلًا من التراقيين والإيرانيين ولاحقًا القبائل السلتية. قبل عام 100 قبل الميلاد، احتُلت معظم المنطقة من السيلتيون أو الشعب السيلتي، مثل أسلاف ثقافة الهالستات، التاوريسكي والبوي والبانونيين.
بدأت الحقبة الرومانية في المنطقة المعروفة حاليًا بالمجر بعدة هجمات في الفترة بين 156 و 70 قبل الميلاد، ولكن الغزو التدريجي اعتُرض عن طريق ملك الداسيين، بوريبيستا، الذي امتدت مملكته في أوج مجدها حتى ما يعرف الآن بسلوفاكيا. ولكن فترة هيمنة الداسيين لم تدم طويلًا وبحلول عام 9 قبل الميلاد تمكن الرومان من إخضاع المنطقة بالكامل وحولوها إلى إقليم بانونيا في مقاطعة إليريكام ثم مقاطعة بانونيا. شُيدت العديد من المدن المعاصرة تحت الحكم الروماني، مثل بودابيست وجيور وشوبرون وأصبح السكان من الرومان وازدهرت الثقافة ككل. تساهل أباطرة الرومان أحيانًا مع القبائل الأخرى المقيمة في المنطقة، مثل الأيازيجيس أو الوندال. انتشرت الديانة المسيحية خلال القرن الرابع الميلادي، عندما أصبحت دينًا للدولة.
خلال الأعوام الأولى من عصر الهجرة، سكن حوض الكاربات الهون، الذين تمركزت إمبراطوريتهم هناك، بالإضافة إلى العديد من القبائل الجرمانية مثل القوط والماركومانيين والقوادي أو الغبيديين الذين استمروا لأطول فترة. شهدت الموجة التالية من الهجرة خلال القرن السادس قبائل جرمانية أخرى، مثل اللومبارديين والهيروليين الذين سحقوا الغبيديين، لكي يُطردوا بعد ذلك عن طريق قبيلة بدوية بارزة، وهي الآفار.
على غرار الهون، أنشأ الآفار إمبراطوريتهم هناك وشكلوا تهديدًا مباشرًا لجيرانهم، ولكنهم هُزموا لاحقًا من الدول المجاورة ونتيجة للاضطراب الداخلي. ولكن تعداد الآفار ظل ثابتًا حتى الغزو الهنغاري. قُسمت المنطقة بين مملكة الفرنجة الشرقيين والإمبراطورية البلغارية الأولى أصبح الجزء الشمالي الشرقي تحت حكم إمارة نيترا التابعة للسلافيين المورافيين. استمرت تلك الأوضاع حتى وصول القبائل الهنغارية والفتح الهنغاري (860-907).

## الحقبة الرومانية

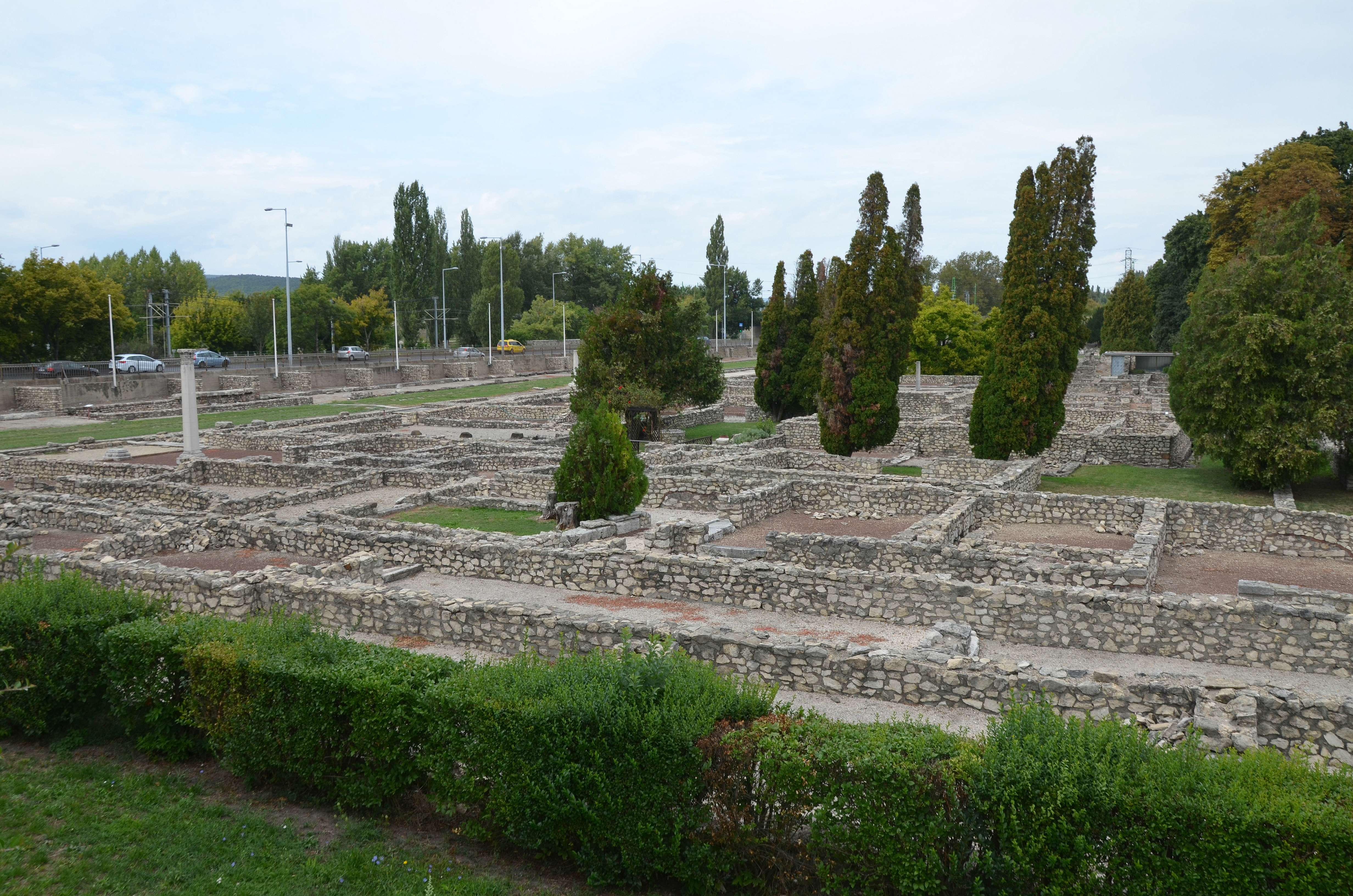
أكوينكوم (بودابست)

استهل الرومان غاراتهم العسكرية على حوض الكاربات في عام 156 قبل الميلاد عندما هاجموا السكورديسكي الذين يقطنون منطقة الدانوب. في 119 قبل الميلاد، اتجهوا نحو سيسكيا (مدينة سيسكا في كرواتيا حاليًا) ودعموا حكمهم عبر مقاطعة إليريكام المستقبلية جنوب حوض الكاربات. في عام 88 قبل الميلاد، هزم الرومان السكورديسكي الذين تراجع حكمهم حتى المناطق الشرقية من مقاطعة سريم، بينما انتقل البانونيون نحو الأجزاء الشمالية من الدانوب. عندما وضع الملك ميثراداتس السادس خططه لمهاجمة الرومان عن طريق شبه جزيرة البلقان، لجأ إلى القبائل البانونية وليس السكورديسكيين كأسياد للمنطقة التي تقع في طريقه؛ إذ اتضح أنه قرابة عام 70-60 قبل الميلاد لم تُسحق القبائل البانونية بعد.
قرابة عام 50 قبل الميلاد، واجهت القبائل السلتية في غالبيتها بوريبيستا، ملك الداسيين (82-44 قبل الميلاد)، والذي بدأ فجأةً يتوسع في منطقة نفوذه التي كان مركزها في ترانسيلفانيا. لم تُظهر المصادر بوضوح إذا ماكان بوريبيستا هو الموحد الأصلي للقبائل الداسية، أم أن مجهوداته في توحيد القبائل قد بُنيت على عمل أسلافه. أخضع بوريبيستا التاوريسكيين والأنتاريين، وبالتالي، فقد واجه التحالف القبلي السيلتي الذي قاده البوي. لم يؤدي انتصار بوريبيستا على السيلتيين إلى تفتيت تحالفهم القبلي فقط، بل أسس أيضًا لمستعمرات الداسيين في الأجزاء الجنوبية من دولة سلوفاكيا الحالية. ولكن بوريبيستا وقع ضحية لأعدائه السياسيين وانقسمت منطقة نفوذه إلى خمسة أجزاء ثم أربعة.
اتسمت الفترة بين عامي 15 قبل الميلاد و 9 بعد الميلاد بالانتفاضات المستمرة من البانونيين ضد القوة الصاعدة للإمبراطورية الرومانية. ولكن الرومان تمكنوا من تقوية سيادتهم على القبائل المتمردة ونظموا المنطقة المُحتلة في صورة مقاطعة جديدة.

### مقاطعة بانونيا
أخضعت الإمبراطورية الرومانية البانونيين والداسيين والسيلتيين وبقية الشعوب في تلك المنطقة. فتح الرومان المنطقة الواقعة في غرب الدانوب في الفترة بين عامي 35 و 9 قبل الميلاد، وأصبحت مقاطعة تابعة للإمبراطورية الرومانية تحت اسم بانونيا. كما أصبحت الأجزاء الواقعة في أقصى شرق دولة المجر حاليًا مقاطعة رومانية باسم داسيا (استمرت حتى عام 271). قطن الأيازيجيس السارماتيون المنطقة بين الدانوب وتيسا في الفترة بين القرنين الأول والرابع ميلاديًا، وربما قبل ذلك (أُرخت الآثار الأقدم إلى عام 80 قبل الميلاد). سمح الإمبراطور الروماني رسميًا للأيازيجيس بالعيش هناك كحلفاء. كانت المنطقة المتبقية في يد التراقيين (الداسيين). علاوة على ذلك، أقام الوندال في تيسا العليا في النصف الثاني من القرن الثاني بعد الميلاد.  
خلق الحكم الروماني الذي استمر لأربعة قرون حضارة مزدهرة ومتقدمة. تأسست العديد من المدن الموجودة في دولة المجر الحالية خلال تلك الفترة، مثل أكوينكوم (بودابيست) وسوبيانا (بيتش) وأرابونا (جيور) وسولفا (ازترغوم) وسافاريا (زومباثلي) وسكاربانتيا (شوبرون). انتشرت المسيحية في بانونيا خلال القرن الرابع الميلادي، عندما أصبحت الديانة الرسمية للإمبراطورية.